# Ламам
Ламам (лаос. ເຊກອງ) — город в Лаосе, административный центр провинции Секонг (одной из самых труднодоступных и малонаселённых провинций страны).